# Dover (Arkansas)
Dover is een plaats (city) in de Amerikaanse staat Arkansas, en valt bestuurlijk gezien onder Pope County.

## Demografie
Bij de volkstelling in 2000 werd het aantal inwoners vastgesteld op 1329.
In 2006 is het aantal inwoners door het United States Census Bureau geschat op 1382, een stijging van 53 (4,0%).

## Geografie
Volgens het United States Census Bureau beslaat de plaats een oppervlakte van
4,7 km², geheel bestaande uit land. Dover ligt op ongeveer 151 m boven zeeniveau.

## Plaatsen in de nabije omgeving
De onderstaande figuur toont nabijgelegen plaatsen in een straal van 24 km rond Dover.